# ماريا مارتينيز (صانعة الفخار)
ماريا مارتينيز (بالإنجليزية: Maria Martinez)‏ هي صانعة الفخار أمريكية، ولدت في 1887 في سان إلديفونسو بويبلو في الولايات المتحدة، وتوفي بنفس المكان في 1980.